# Grevillea barklyana
Grevillea barklyana, también conocida con el nombre común de grevilea de barranco ("gully grevillea") o grevilea de hojas largas ("large-leaf grevilea"), es un árbol endémico de un área de Victoria en Australia.

## Descripción
Es un árbol que crece hasta los 8  metros de altura y florece entre octubre y diciembre  (mediados de primavera a principios de verano) en su rango nativo. Tiene periantos rosa blancuzcos a color gamuza y estilos rosa pálidos a carmesí.

## Ecología
La especie está enlistada como "amenazada" en Victoria.

## Taxonomía
La especie fue descrita por primera vez por el botánico Ferdinand von Mueller en 1870 y publicado en Flora Australiensis: a description . . . 5: 436. 1870.
Etimología
Grevillea, el nombre del género fue nombrado en honor de Charles Francis Greville, cofundador de la Royal Horticultural Society.
Barklyana, el epíteto específico, le hace honor a Sir Henry Barkly quien fue gobernador de Victoria en Australia entre 1856 y 1873.